# Filips II van Piëmont
Filips II van Piëmont (circa 1340 - Avigliana, 21 december 1368) was van 1367 tot aan zijn dood heer van Piëmont. Hij behoorde tot het huis Savoye.

## Levensloop
Filips II was de oudste zoon van heer Jacobus van Piëmont en diens tweede echtgenote Sybilla, dochter van heer Raymond II van Baux. 
Zijn vader benoemde kort voor zijn dood Filips' halfbroers Amadeus en Lodewijk tot erfgenamen. Filips II was daar niet tevreden mee en kwam in opstand, eerst tegen zijn vader en na diens overlijden tegen zijn stiefmoeder Margaretha van Beaujeu.
Zijn stiefmoeder Margaretha wist uiteindelijk samen met graaf Amadeus VI van Savoye de opstand van Filips neer te slaan, waarna hij werd gevangengezet in het kasteel van Avigliana. Bij een proces aan het hof van Amadeus VI in Rivoli werd hij ter dood veroordeeld, waarna hij in het meer van Avigliana werd verdronken.
Op 19 september 1362 huwde hij met Alix van Thoire en Villars (overleden in 1412), dochter van Humbert VI van Thoire en Villars. Het huwelijk bleef kinderloos.